# Otto Theodor Ahlström

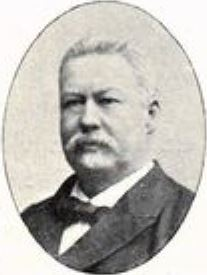
Otto Theodor Ahlström

Otto Theodor Ahlström, född 8 september 1848 i Stockholm, död 1 april 1906 i Sölvesborg, var en svensk ingenjör.
Ahlström blev elev vid Teknologiska institutet 1870 och avlade avgångsexamen 1872. Han blev elev vid Finspångs Mekaniska Verkstad 1870, nivellör vid Bergslagernas järnvägsbyggnad 1872 samt var stationsinspektor och t.f. baningenjör 1877–79. Han bedrev enskild fabriksverksamhet 1880–81, företog järnvägsundersökningar 1881, anställdes vid Stockholm–Rimbo järnvägsbyggnad 1883 och vid Göteborg–Hallands järnvägsbyggnad 1886, blev stationsinspektor 1888, verkställande direktör och trafikchef vid Stockholms Södra Spårvägs AB 1889, entreprenör och arbetschef vid Härnösand–Sollefteå järnvägsbyggnad 1891, trafikchefsassistent och stationsinspektor i Härnösand 1895. Han var slutligen trafikchef samt ban- och maskiningenjör vid Sölvesborg–Kristianstads Järnväg från 1897.